# Ameiurus
Genre
Ameiurus est un genre de poissons de l'ordre des Siluriformes (poissons-chats et silures), de la famille des Ictaluridae.

## Liste des espèces
- Ameiurus brunneus Jordan, 1877
- Ameiurus catus (Linnaeus, 1758)
- Ameiurus melas (Rafinesque, 1820) — Poisson-chat commun
- Ameiurus natalis (Lesueur, 1819) — Barbotte jaune, Silure jaune, Pimélode des marais
- Ameiurus nebulosus (Lesueur, 1819) — Barbotte brune
- Ameiurus platycephalus (Girard, 1859)
- Ameiurus serracanthus (Yerger et Relyea, 1968)